# Аст-Беон
Аст-Бео́н (фр. Aste-Béon) — коммуна во Франции, находится в регионе Новая Аквитания. Департамент — Атлантические Пиренеи. Входит в состав кантона Олорон-Сент-Мари-2. Округ коммуны — Олорон-Сент-Мари.
Код INSEE коммуны — 64069.

## География

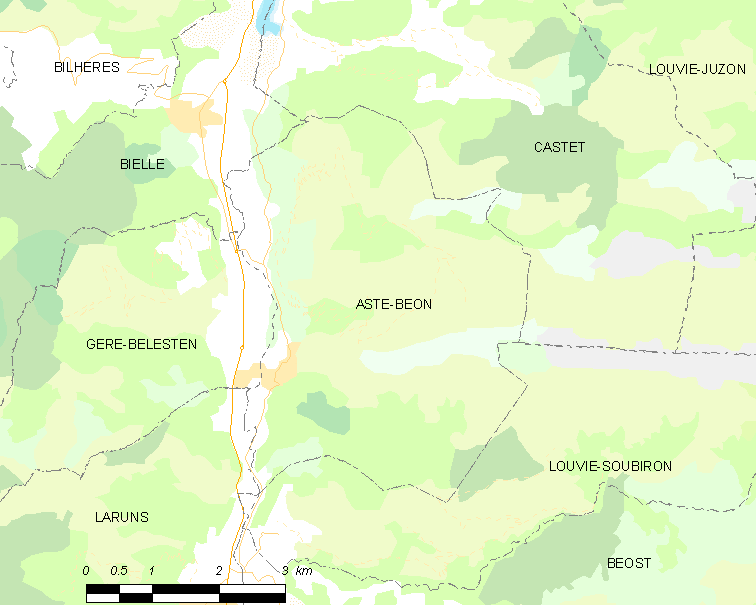
Карта коммуны

Коммуна расположена приблизительно в 690 км к югу от Парижа, в 210 км южнее Бордо, в 32 км к югу от По.
На западе коммуны протекает река Гав-д’Осо.

### Климат
Климат тёплый океанический. Зима мягкая, средняя температура января — от +5°С до +13°С, температуры ниже −10 °C бывают редко. Снег выпадает около 15 дней в году с ноября по апрель. Максимальная температура летом порядка 20-30 °C, выше 35 °C бывает очень редко. Количество осадков высокое, порядка 1100 мм в год. Характерна безветренная погода, сильные ветры очень редки.

## Население
Население коммуны на 2010 год составляло 283 человека.
| 1962 | 1968 | 1975 | 1982 | 1990 | 1999 | 2010 |
| ---- | ---- | ---- | ---- | ---- | ---- | ---- |
| 267  | 235  | 196  | 211  | 159  | 231  | 283  |

## Администрация
| Период | Период | Фамилия             | Партия                    | Примечания |
| ------ | ------ | ------------------- | ------------------------- | ---------- |
| 1995   | 2001   | Жан Вертю           |                           |            |
| 2001   | 2014   | Огюстен Медевьель   | Союз за народное движение |            |
| 2014   | 2020   | Жан-Мишель Баррабур |                           |            |

## Экономика
В 2010 году среди 186 человек трудоспособного возраста (15-64 лет) 140 были экономически активными, 46 — неактивными (показатель активности — 75,3 %, в 1999 году было 79,2 %). Из 140 активных жителей работали 131 человек (69 мужчин и 62 женщины), безработных было 9 (3 мужчин и 6 женщин). Среди 46 неактивных 15 человек были учениками или студентами, 22 — пенсионерами, 9 были неактивными по другим причинам.

## Достопримечательности
- Замок Беон (XIV век). Исторический памятник с 2005 года[4]
- Церковь Св. Иоанна Крестителя (XIX век)[5]

## Фотогалерея

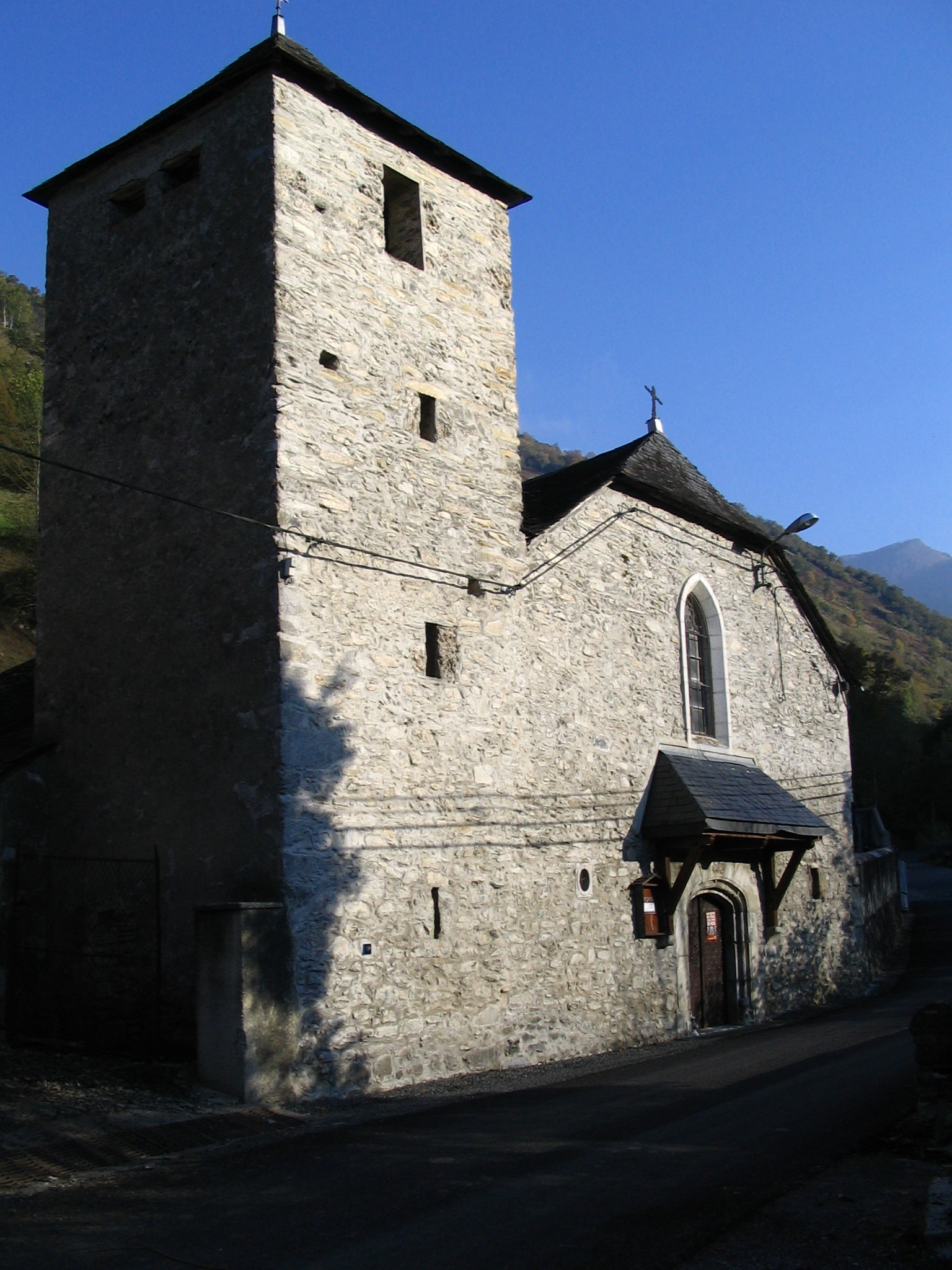
Церковь Св. Иоанна Крестителя
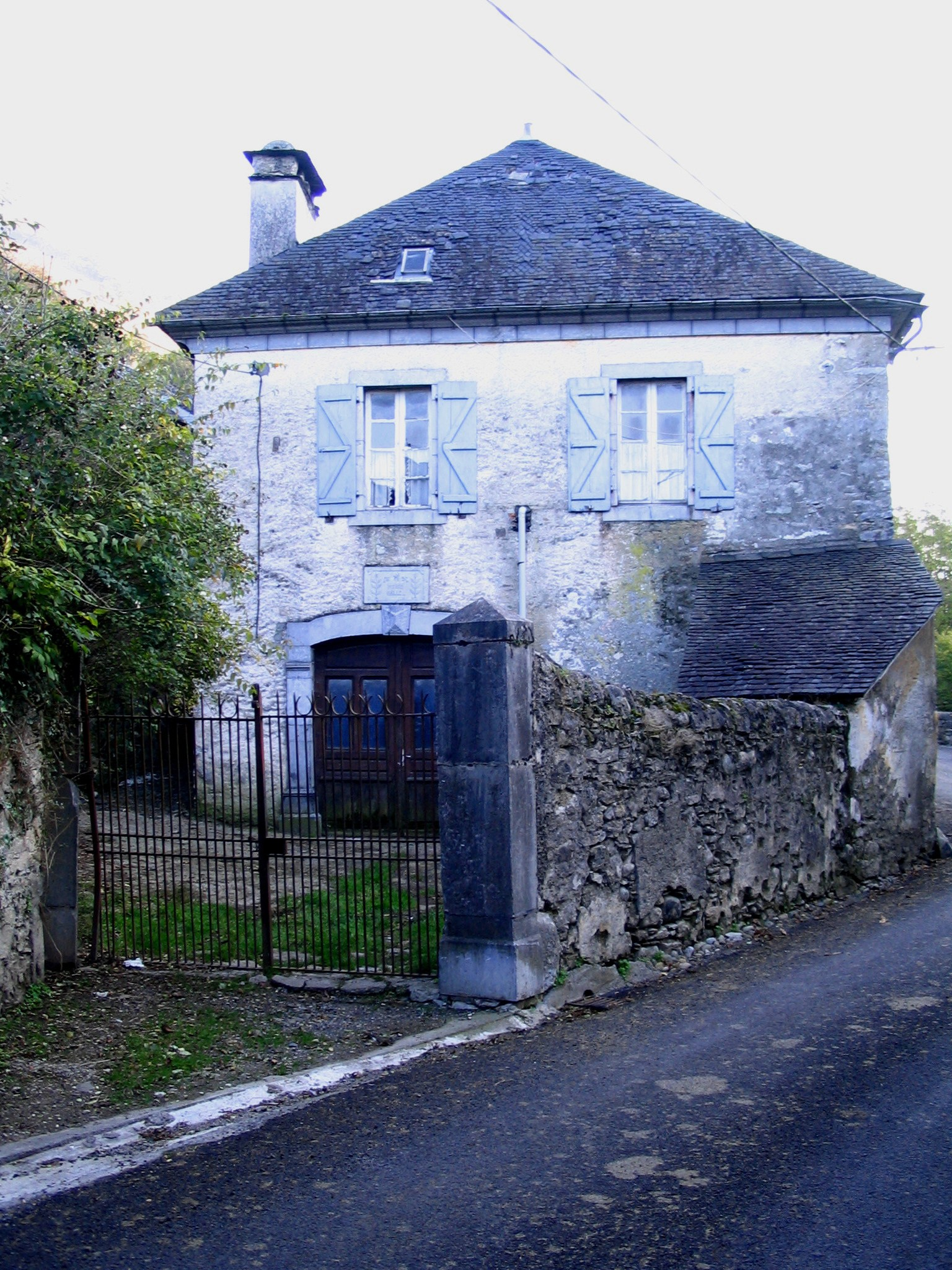
Дом в деревне Беон
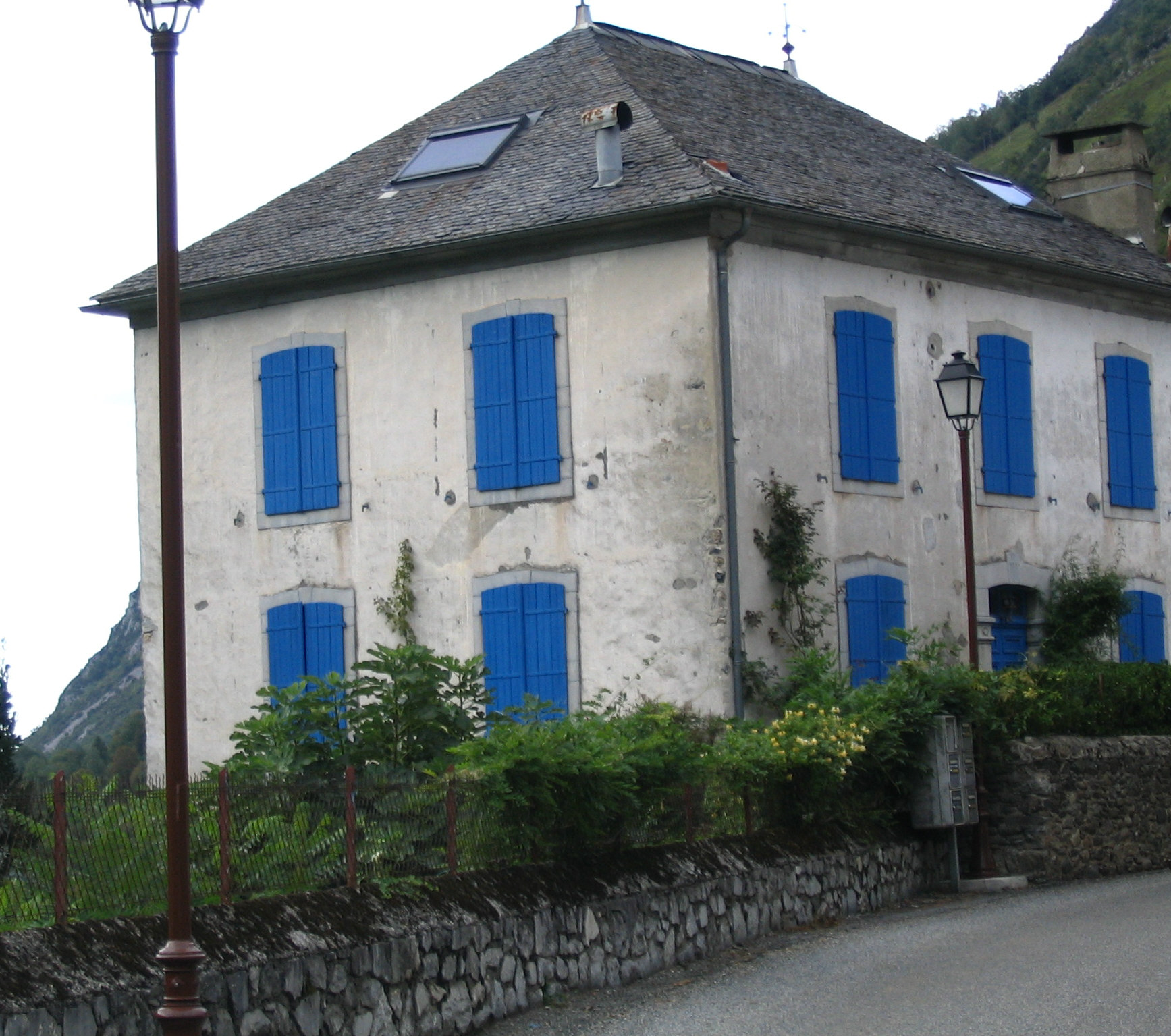
Дом в деревне Аст